# Nassella cabrerae
Nassella cabrerae är en gräsart som beskrevs av Maria Amelia Torres. Nassella cabrerae ingår i släktet nassellor, och familjen gräs. Inga underarter finns listade i Catalogue of Life.